# اسقف‌نشین چستر
اسقف‌نشین چستر (انگلیسی: Diocese of Chester) بخشی تشکیل دهنده از استان یورک کلیسای انگلستان در کشور انگلستان است. این اسقف‌نشین که در سال ۱۵۴۱ میلادی تاسیس شده است شامل ۳۶۸ کلیسا می‌باشد و مرکز آن کلیسای جامع چستر است.